# Big Star (musikgrupp)
Big Star var en amerikansk rock/powerpop-grupp bildad i Memphis, Tennessee 1971. Medlemmar i gruppen var Alex Chilton (gitarr/sång), Chris Bell (gitarr/sång), Andy Hummel (bas/piano) och Jody Stephens (trummor). Alex Chilton hade varit i rampljuset tidigare då han som 16-åring sjöng i The Box Tops som hade en hit 1967 med låten "The Letter".
Big Star sålde inte många skivor, vilket bland annat tillskrivs dålig distribution av skivbolaget Stax/Volt, som i början av 1970-talet var i ekonomiska svårigheter. Däremot anses bandet, likt Velvet Underground, ha haft mycket stort inflytande inom rockmusiken, bland annat som en av grundarna till powerpop-genren. Bland annat på grund av tilltagande frustration över de uteblivna kommersiella framgångarna upplöstes gruppen 1974. Under 1980-talet ökade Big Stars anseende när många musiker, bland annat R.E.M. och The Replacements, började hylla gruppen som en viktig influens. 2005 släppte ett ombildat Big Star med Alex Chilton i spetsen ett nytt album, det första med nytt material sedan 1978 års Third/Sister Lovers.
Den svenska popmusikern Håkan Hellström har gjort en fri översättning av Big Stars låt "Thirteen" i sin låt "13".

## Medlemmar
- Alex Chilton – gitarrer, piano, sång (1971–1974, 1993–2010; död 2010)
- Jody Stephens – trummor, sång (1971–1974, 1993–2010)
- Chris Bell – gitarrer, sång (1971–1972; död 1978)
- Andy Hummel – basgitarr, sång (1971–1973; död 2010)
- John Lightman – basgitarr, bakgrundssång (1974)
- Jon Auer – gitarr, sång (1993–2010)
- Ken Stringfellow – basgitarr, sång, keyboard (1993–2010)

## Diskografi
Studioalbum
- 1972 – #1 Record
- 1974 – Radio City
- 1978 – Third/Sister Lovers
- 2005 – In Space

Livealbum
- 1992 – Big Star Live
- 1993 – Columbia: Live at Missouri University
- 1999 – Nobody Can Dance
- 2011 – Live Tribute at the Levitt Shell (Big Star med John Davis)

Samlingsalbum
- 1994 – Biggest
- 1999 – The Best Of
- 2003 – Big Star Story
- 2009 – Keep an Eye on the Sky
- 2013 – Nothing Can Hurt Me
- 2013 – Playlist (1972-2005)